# 台鐵R180、R190型柴電機車
R180型柴電機車，是台灣鐵路公司所擁有的幹線用大型柴電機車，由於擁有總控重連運轉裝置而常用於北迴線上的貨物列車重連運轉牽引。

## 概要

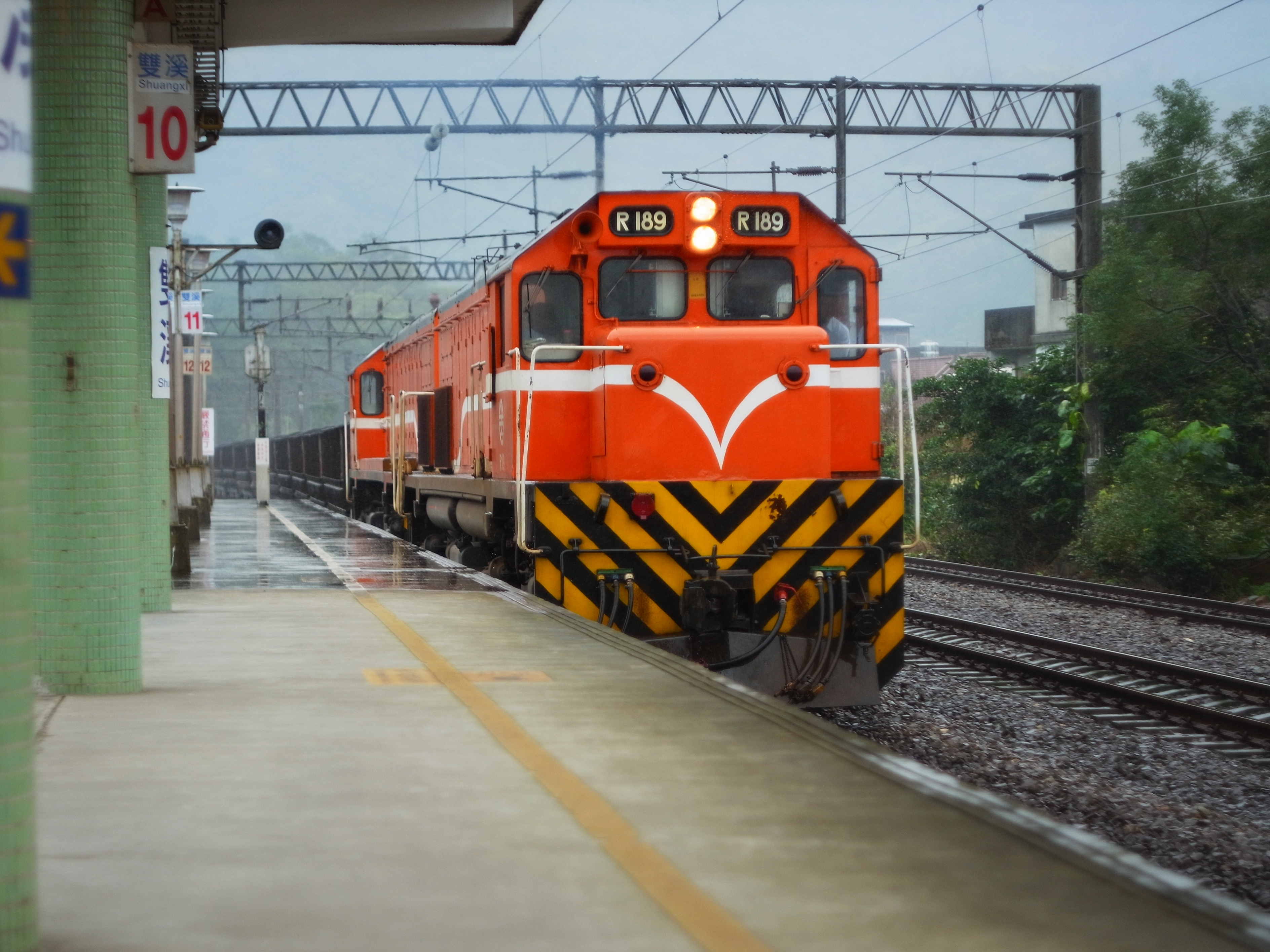
本型機車通過雙溪車站

1990年代初期， 因應南迴線的通車營運所需，台鐵計畫再購入4輛柴電機車以補充機力。同時台灣水泥公司也因和平礦場開業所需，計畫出資購買兩輛柴電機車供台鐵運用，以提供穩定的機力使用。本案最終合併為購買6輛機車採購案，並同樣為美國GM-EMD得標，前者台鐵稱之為R180型編號R181~184號，後者由台泥自備者，則稱之為R190型，編號R191~192號，兩者原廠形式均為EMD G22CU-2，此型式為採用新式Dash 2電子控制系統的機車，為G22CU的後續機型。此外本型車除引擎主發電機於美國伊利諾州的La Grange廠製造外，其餘如牽引馬達及車體的組裝作業則是改在加拿大的安大略省London廠進行，使得本型車為台鐵首度向加拿大進口之柴電機車。於1992年2月，此六輛機車已陸續出廠，並於同年運送抵達台灣進行試運轉後交由七堵機務段進行運用。
1996年及2000年時則是由台泥再度出資，分別又購入了R190型2輛，共4輛編號R193~196號。在此之後，台鐵為了因應蓬勃發展的東部幹線，2001年底時又引進了R180型6輛，編號R185~190號，並在隔年全數上路服務。總計R180、R190型一共引進有16輛之多，是目前台鐵所有GM機車之中最年輕的一群。而此二型車輛可兩輛機車重聯操作（最多支援五輛機車重聯同步加減速運轉），可以大幅度增加機車頭總出力。
而在R185到R190引進後，台鐵機務部門撤消「R190型」之稱謂而併入之前的R180型，例如：R195號原是「R190型的第五輛」現已改稱「R180型的第十五輛」，但公佈的統計資料卻將R190型劃為台泥所有。如此造成的車號順序不符出廠時間順序其實已有先例：日本時代的蒸汽機車D511到D513（後來的台鐵DT651到DT653），其出廠時間於1940年，反而較D514到D516（後來台鐵的DT654到DT656）的1939年要晚。

## 外觀設計
R180型在外觀上和先前的R100、R150型基本架構大致相同，駕駛室前方為短端罩，其內部設置有軔機設備；駕駛室後方則為長端罩，設有引擎及主發電機等機件設備，其車體側面均設置檢修門以方便維修，長端罩於引擎上方設有排氣口，靠近端面之處上方則設置引擎冷卻之散熱口。在車側部分，本型車因散熱設備形式變更，因此在車體長端罩右側設置有空氣濾清器之大型進氣口，左側走道板上方至中段處則向上突出，其欄杆樣式也與R150型有所差異。除外，本型車的車體較長，車底轉向架之間除設有油箱之外，也設置有電瓶箱等設備。其短端罩之外觀也較為方正，與R100、150型之稜角狀略有不同。
此外其外觀上最大之不同在於本型車出廠時即採用半隱藏式空調機之設計，並設置於駕駛室車頂後方，有別於R150型直接設置於車頂之樣式；但於2017年時，由於部分車輛原廠所裝設之空調機因老舊而故障，因此直接於駕駛室上方加裝國祥冷凍所製造的空調機，樣式也與R100、150型所使用的類似。

## 構造及設備特點

### 引擎設計
在引擎設計上R180/190型同樣使用二行程V型12缸的GM 12-645E型柴油引擎，具備了1650HP/900rpm的馬力。R180/190型在調速機加裝加壓泵，在引擎啟動時能夠提供調速機額外油壓，使噴油器向引擎噴油時更加順利。為了降低引擎運轉噪音，本型車引擎排氣管採用了改良設計，另外本型車在引擎啟動馬達設計上，以獨立之引擎啟動馬達進行驅動，其電力由電瓶供應，與過去柴電機車使用主發電機啟動繞組進行引擎啟動之設計有所不同。

### 新型引擎散熱系統
有別於過去柴電機車水冷風扇由引擎曲軸驅動增速器，再由增速器帶動之方式，本型車的冷卻水風扇由一獨立之交流馬達進行帶動，除可有效解決噪音問題外，也減少維修困難度。

### 主發電機
本型車由柴油引擎產生之動力來帶動主發電機運轉以產生電力供給牽引馬達帶動車輛行駛。有別於過去台鐵柴電機車所使用的直流發電機，R180/190型則裝用AR6-CA5A型交流發電機，經整流器整流後送進牽引馬達；此主發電機的電壓輸出範圍可自600V至1300V，可有效解決過負載而跳火的問題外，另也可簡化牽引馬達之電路設計，不再需要任何變速機制與設備；且交流發電機因無電樞之大量碳刷，可減少保養工時；同時矽控整流器( SCR )也可經保護系統電子偵測，紀錄控制系統及各項變動數據。

### 空氣濾清設備
因本型車大量用電子元件進行控制，因此在引擎空氣濾清器上採用濾紙式，與過去柴電機車所使用的油浴式不同，除可避免油浴式所造成的油污問題外，也可節省清洗的麻煩。空氣濾清設備設置位置在於駕駛室與發電機之間，並在長端罩右側近前端處設置有大型進氣口，而非過去設置於檢修門上，因此可有效減少噪音之外洩。

### 電氣控制設備
過去台鐵柴電機車採用繼電器（Relay）進行控制，本型車則是搭配Dash-2電子控制系統，其電子卡則設置在駕駛室正後方，一共有12個模組，每個模組均附有測試接點，若發生故障時可直接進行替換，可節省人工維修時間；而為避免電子卡本身負載過大而燒壞，因此電子卡在設計上也有類似繼電器的過電流保護裝置。放置電子卡的電氣室也採全密封設計，並引入牽引馬達之冷卻空氣，使電氣室保持正壓，可防止塵屑進入而造成電子卡損壞。另外在引擎轉速控制設計上，R180與190型是採分段控制，即便司機員直接以第八段油門進行加速，在設計上仍必須由第一段油門開始加速，並待調速機穩定一段油門後再進行第二段加速，如此一來雖使本型機車加速稍慢，但可避免不當操作造成引擎與發電機等機件損壞。

### 牽引馬達
動力輸出上採用D29T型直流串激馬達，本型車因主發電機容量較大，牽引馬達的反電動勢影響較小，因此在牽引馬達設計上改成永久並聯，同時取消馬達分路電阻，機車無須經過變速即可加速。另外馬達齒輪箱油封改為塑膠油封，有別於過去柴電機車常用的橡膠材質，其壽命較長，因此使用上較為經濟。且駕駛室控制盤設置有牽引馬達隔離開關，可成對進行隔離，以作為牽引馬達故障時的暫時處理方式。

### 重聯總控制牽引設備
R180、190型為了增強長大貨列所需之牽引力，因此設有重連控制設備；重連控制運轉所需要連接的線路，除位於兩端的重連插座需以重連跳線連接外，也必須連接總白色風缸管（MR管）、藍色作用管（ACT管）、黃色單閥作用管（IAR）等氣軔管路。在設計上本型車最多可允許5輛機車進行總控制運轉。

### 軔機設備
本型車裝用西屋(wabco)26LA型空氣軔機，各項氣軔設備之控制閥均設置於機車短端罩內。司軔閥設計上分為單閥(僅操作機車頭軔機)與自閥(控制全編組列車軔機)分開操控之設計。主風泵(空氣壓縮機)設於引擎室。基礎軔機設計上裝有RK2型軔塊間隙自動調整器，經過調整設定後，可使讀軔塊與車輪保持一定間隙，省去人力調整之程序。

## 使用情況

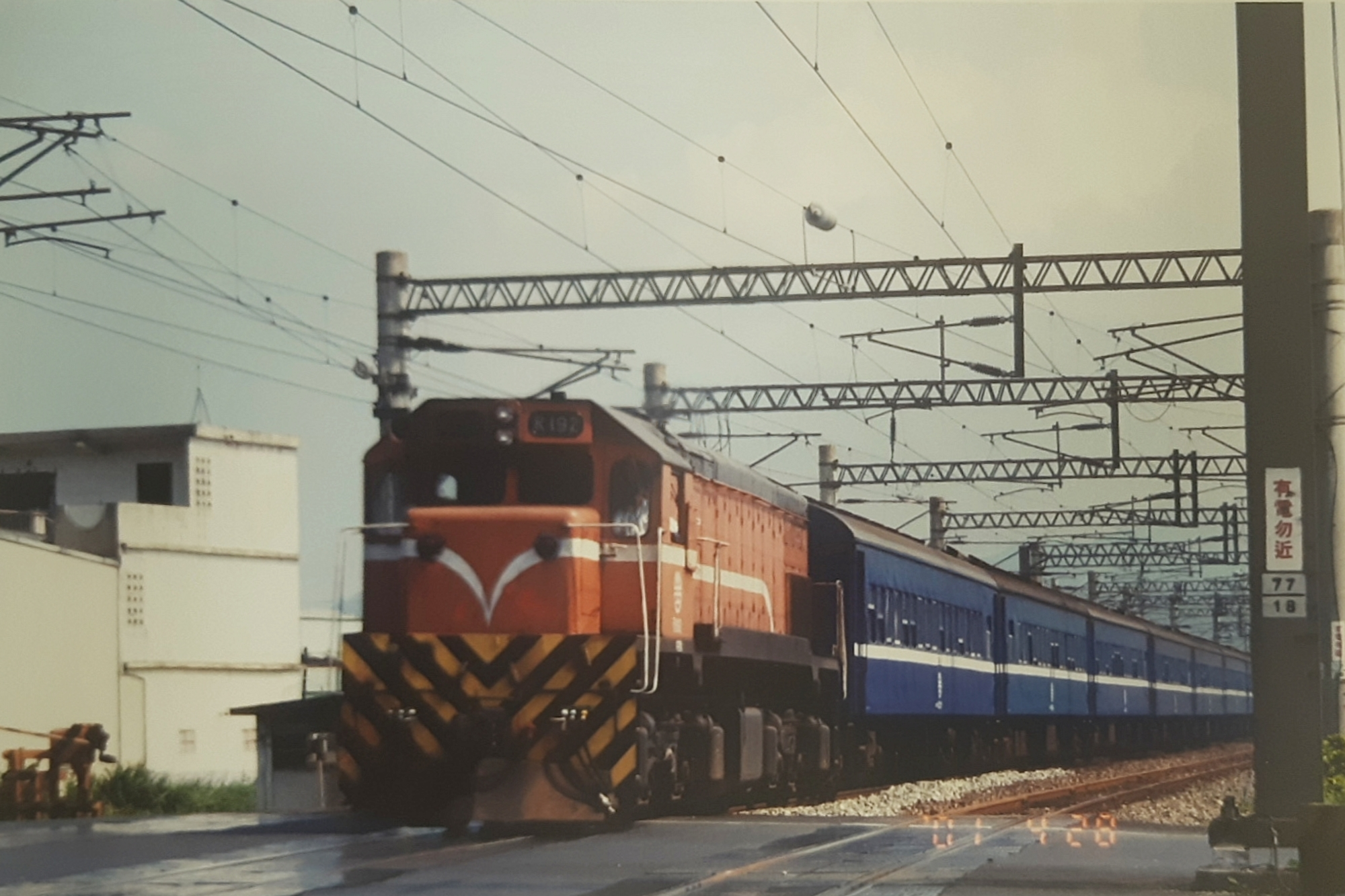
R192牽引平快車

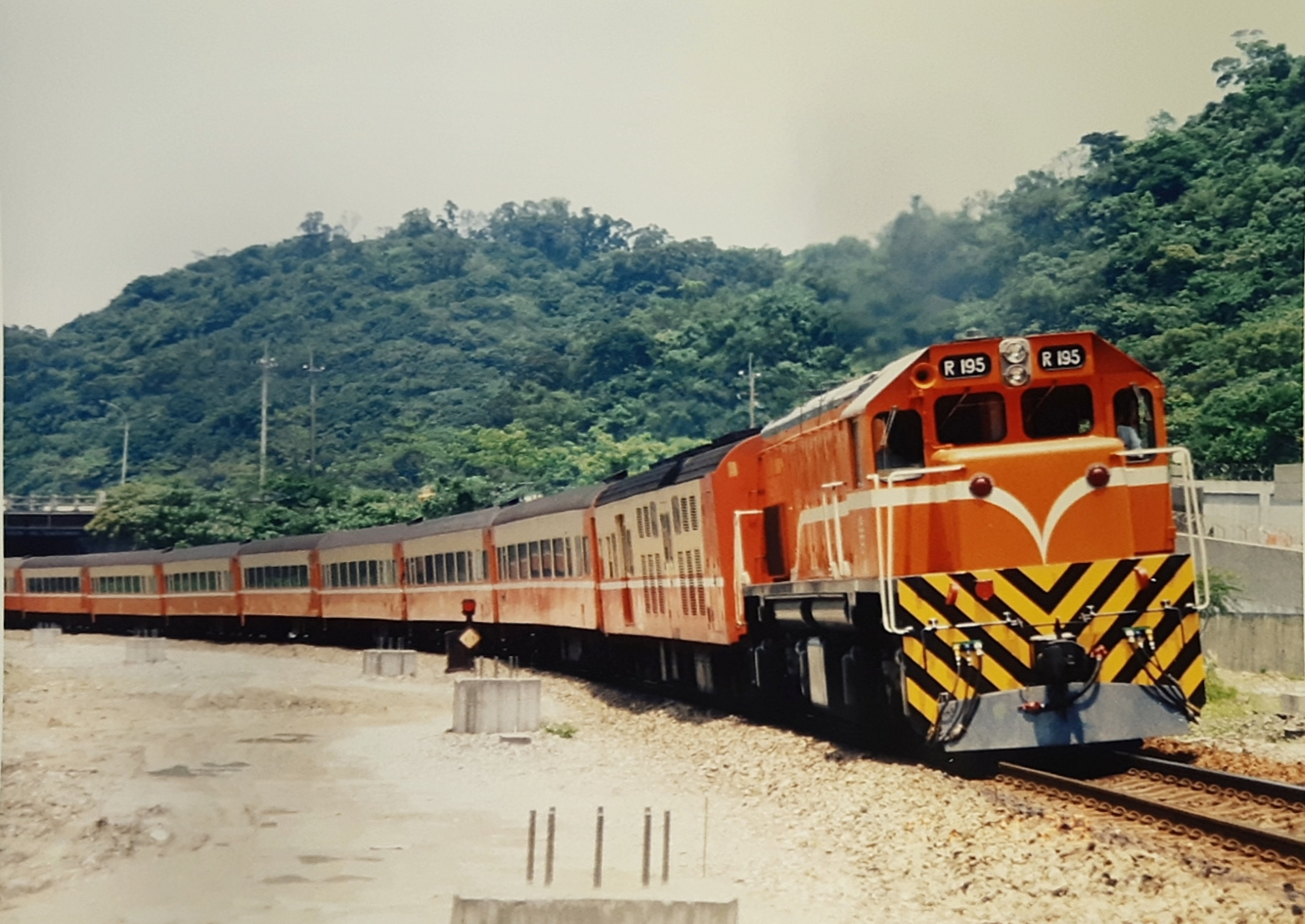
R195牽引莒光號客車

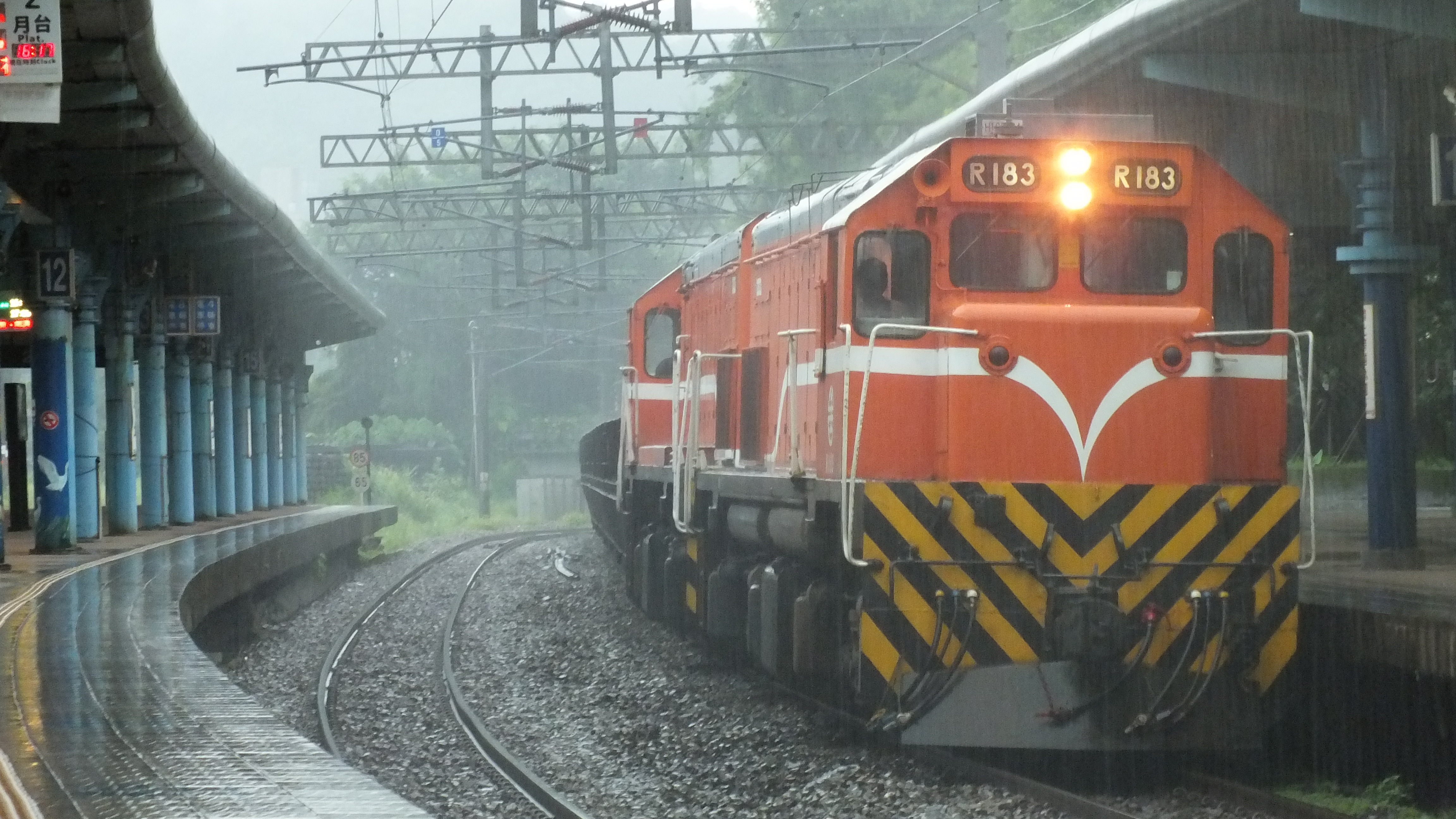
R183牽引7525次貨物列車